# 로베르트 푀르스터

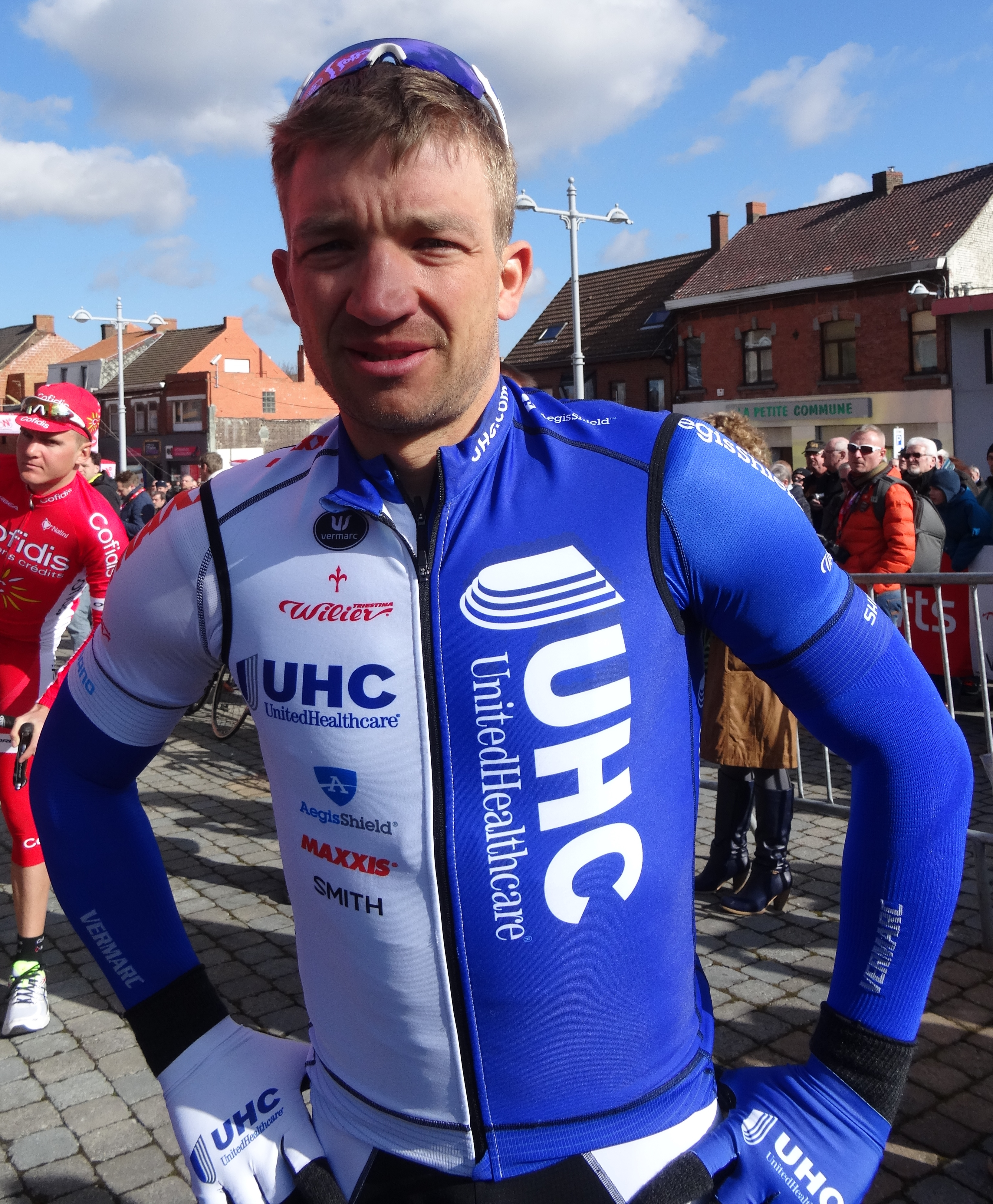
로베르트 푀르스터

로베르트 푀르스터(Robert Förster, 1978년 1월 27일 ~ )는 독일의 사이클 선수이다.